# Mary Eaton
Mary Eaton (29 de enero de 1901 – 10 de octubre de 1948) fue una actriz, cantante y bailarina estadounidense cuya carrera se desarrolló principalmente en las décadas de 1910 y 1920.  

## Primeros años y carrera
Eaton, nativa de Norfolk (Virginia), empezó a estudiar baile a los siete años de edad en Washington D. C., junto a sus hermanas Doris y Pearl. En 1911 las tres hermanas fueron contratadas para trabajar en una producción de la obra de Maurice Maeterlinck El Pájaro Azul, representada en el Teatro Shubert Belasco de Washington. Aunque Eaton tuvo un papel menor en el show, significó el comienzo de su carrera teatral profesional. 
Tras finalizar El Pájaro Azul, en 1912 las tres hermanas Eaton y su hermano menor Joe empezaron a actuar en varias obras y melodramas para la compañía Poli. Rápidamente se ganaron la reputación como actores versátiles, responsables y profesionales, por lo que a partir de entonces pocas veces les faltó trabajo. 
En 1915 las tres hermanas actuaron en una nueva producción de El Pájaro Azul para Poli; Doris y Mary recibieron los papeles protagonistas de Mytyl y Tytyl. Posteriormente se invitó a las hermanas a representar sus papeles en Nueva York y en una gira producida por los Hermanos Shubert. Al término de las representaciones, bajo recomendación de los Shubert, Mary empezó a estudiar ballet en serio con Theodore Kosloff.

## Éxito teatral y cinematográfico
De todos los hermanos Eaton, quizás la más popular fue Mary. Una bailarina de talento excepcional, se ganó unas críticas muy favorables representando la pieza Intime en Washington D. C. en 1917. Ese mismo año debutó en Broadway con la producción de los Shubert Over the Top, junto a Fred y Adele Astaire. A lo largo de la década de 1920, Eaton trabajó constantemente en Broadway, actuando en ocho producciones diferentes. 
Intervino en tres de las ediciones de las Ziegfeld Follies, las de 1920, 1921 y 1922. El número de baile característico de Eaton, interpretado por ella en las Follies, incluía una complicada secuencia de piruetas por el escenario en puntas.
Eaton también tuvo una exitosa carrera cinematográfica, actuando en varios filmes de la primera época del cine sonoro. Entre dichos filmes se encuentran The Cocoanuts (Los cuatro cocos) (1929, con los Hermanos Marx, interpretando ella su papel de la versión de Broadway) y Glorifying the American Girl (1929). El segundo, que incluía una breve secuencia en Technicolor, fue producido por Flo Ziegfeld, incluía un notorio reparto de actores teatrales, y  se rodó en Nueva York. En el film se podían apreciar los movimientos de baile característicos de Eaton.

## Ocaso
Muchos de los hermanos Eaton, Mary incluida, afrontaron el declinar de sus carreras a principios de la década de 1930. Su última actuación teatral tuvo lugar en 1932. Acuciada por sus problemas laborales y por sus difíciles matrimonios, Eaton sufrió alcoholismo. Aunque sus hermanos intentaron prestarle ayudarle, y ella llegó a entrar en varias ocasiones en programas de rehabilitación, fue incapaz de superar totalmente su adicción. 
Mary Eaton falleció en 1948 a causa de una insuficiencia hepática en Hollywood, California. Tenía 47 años de edad. Fue enterrada en el Cementerio Forest Lawn de Los Ángeles junto a otros miembros de la familia Eaton.
El miembro masculino con mayor repercusión en el mundo del espectáculo de la familia Eaton fue Charles Eaton.